# Luna 1958C
Luna 1958C, auch bekannt unter der Bezeichnung Luna E-1 No.3, war eine sowjetische Mondsonde und sollte nach den gescheiterten sowjetischen Versuchen Luna 1958A und Luna 1958B als erstes Raumfahrzeug überhaupt das Schwerefeld der Erde überwinden und hart auf dem Erdmond aufschlagen. 245 Sekunden nach dem Start fraß sich aufgrund mangelhafter Schmierung eine Wasserstoffperoxidpumpe fest, sodass die Triebwerke der Kernstufe versagten. Die Sonde erreichte nicht das All. Es war geplant, auf dem Flug zum Mond ein Kilogramm Natrium auszustoßen, welches eine von der Erde aus sichtbare Wolke bilden sollte. Somit wollte man die Bahn der Sonde verfolgen. Es folgte noch eine weitere E-1-Mission, welcher als einziger ein teilweiser Erfolg beschieden war, da zwar das Schwerefeld der Erde überwunden, der Mond jedoch verfehlt wurde.